# Absolute muziek
Absolute muziek (soms ook: abstracte muziek) is een vorm van muziek die geen onderwerp heeft. Dit in tegenstelling tot programmatische muziek, die door middel van klanken een non-muzikale werkelijkheid in de geest van de hoorder realiseert, bijvoorbeeld een natuurlijk beeld of een literair verhaal. In abstracte muziek zal nooit gebruik worden gemaakt van bijvoorbeeld gezongen tekst.
Men kent zowel tonale als atonale absolute muziek.